# Venezuelában történt légi közlekedési balesetek listája
A Venezuelában történt légi közlekedési balesetek listája mind a halálos áldozattal járó, mind pedig a kisebb balesetek, meghibásodások miatt történt, gyakran csak az adott légiforgalmi járművet érintő baleseteket is tartalmazza évenkénti bontásban.

## Venezuelában történt légi közlekedési balesetek

### 2005
- 2005. augusztus 16. 07:01 (helyi idő szerint), Machiques közelében. A West Caribbean Airways légitársaság 708-as számú járata, egy McDonnell Douglas MD–82 típusú utasszállító repülőgép pilótahiba és egyéb tényezők miatt lezuhant. A gépen 152 fő utas és 8 fő személyzet tartózkodott.[1][2]

### 2008
- 2008. február 21., Mérida várostól 10 kilométerre. A Santa Bárbara Airlines 518-as járata, egy ATR 42-300 típusú utasszállító repülőgép felszállást követően egy közeli hegy oldalának csapódott pilótahiba miatt. A gépen utazó 43 utas és 3 fős személyzet életét vesztette a balesetben.[3][4]

### 2019
- 2019. május 4., Caracas közelében. A rossz látási viszonyok miatt hegyoldalnak csapódott a kora reggeli órákban a venezuelai hadsereg egyik Airbus Helicopters H215M (korábban: Eurocopter AS532 Cougar) típusú katonai helikoptere.[5]

 A balesetben 7 tiszt, köztük két főtiszt vesztette életét.